# Orthosiphon
Orthosiphon, manchmal Katzenbart genannt, ist eine Pflanzengattung innerhalb der Familie der Lippenblütler (Lamiaceae). Die 40 bis 45 Arten sind im tropischen Asien, vom tropischen bis ins südlichen Afrika, Madagaskar und im nordöstlichen Australien verbreitet.

## Beschreibung

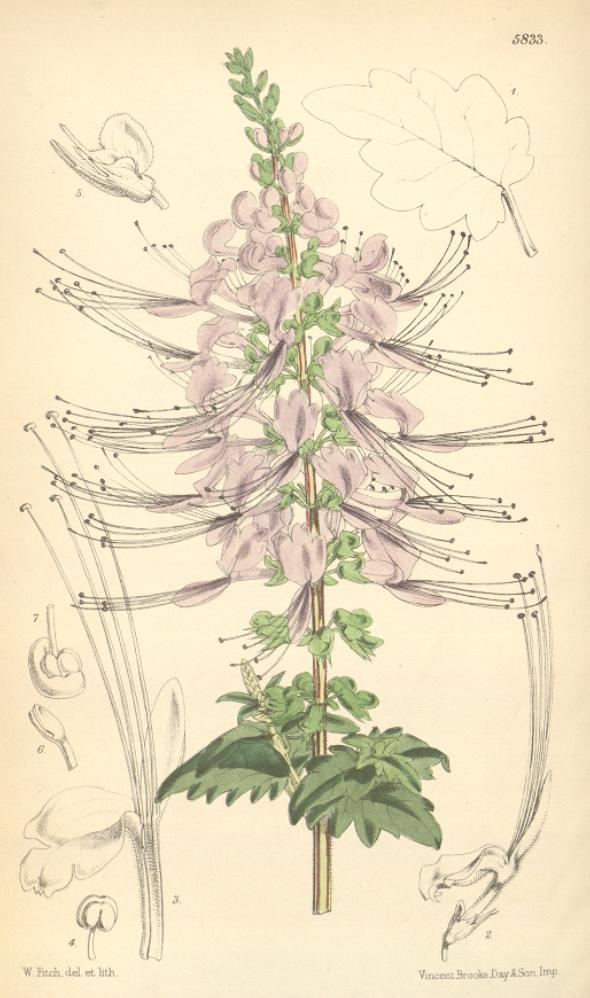
Illustration von Orthosiphon aristatus

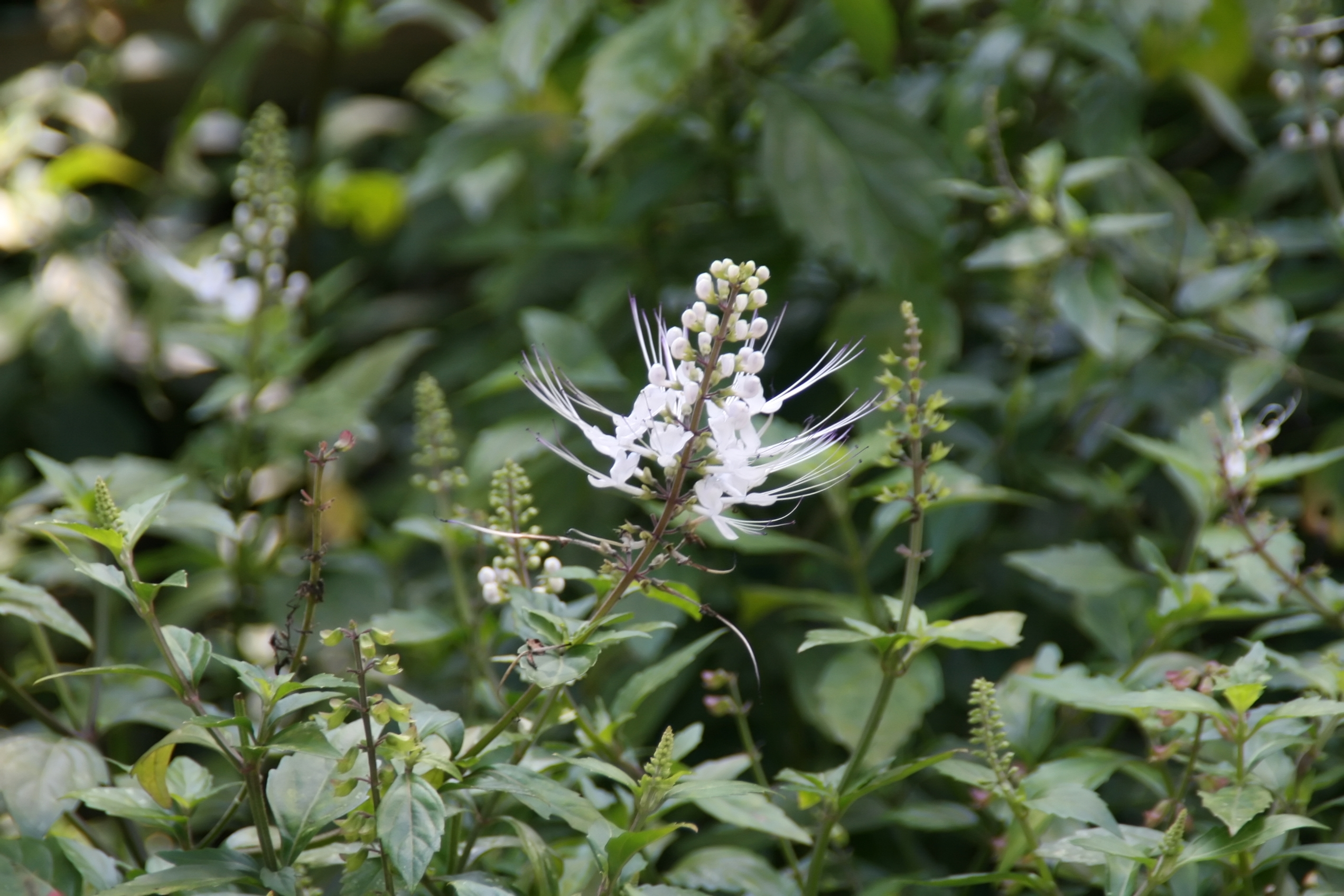
Orthosiphon aristatus

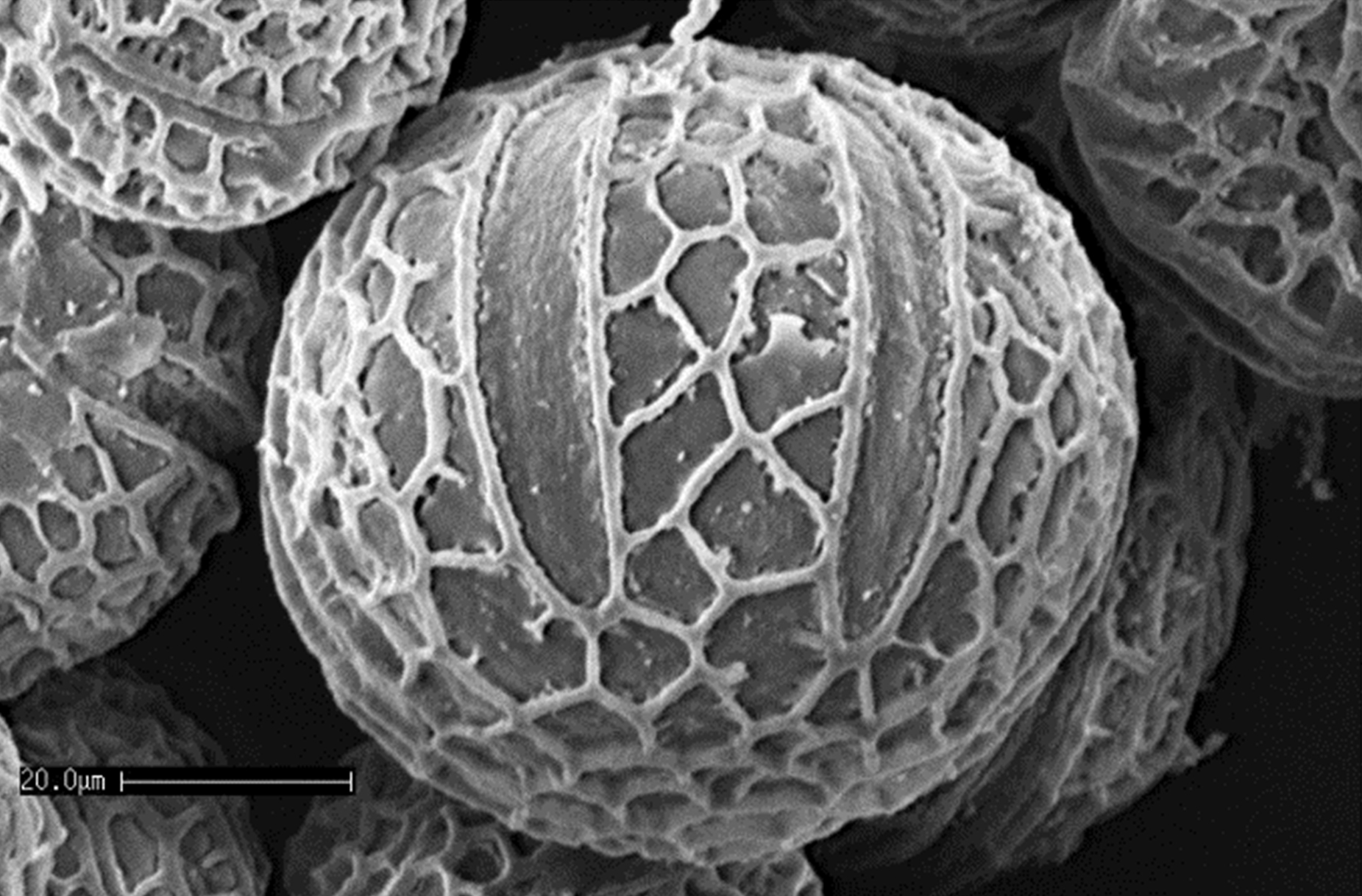
Pollen von Orthosiphon aristatus

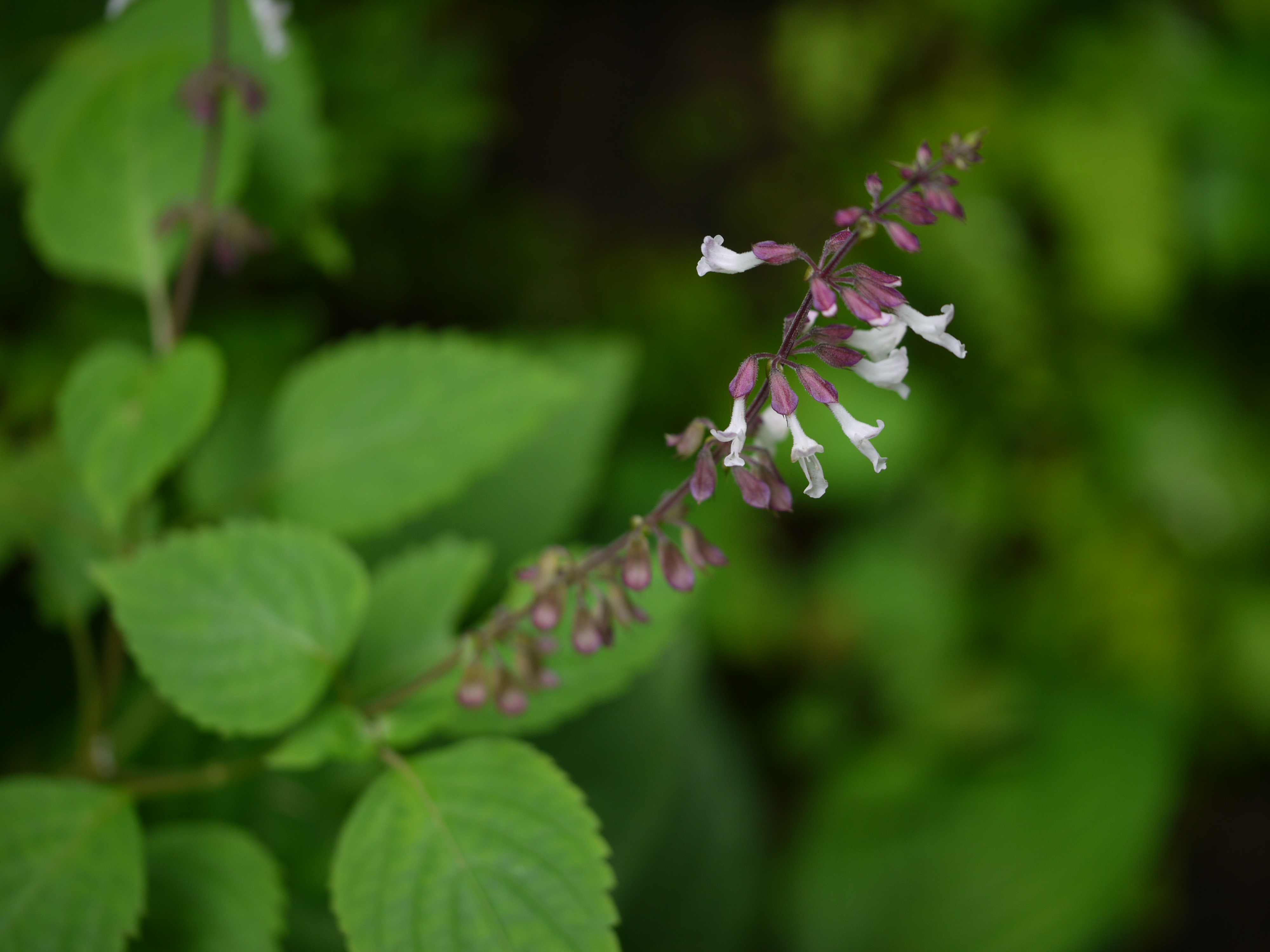
Orthisiphon rubicundus

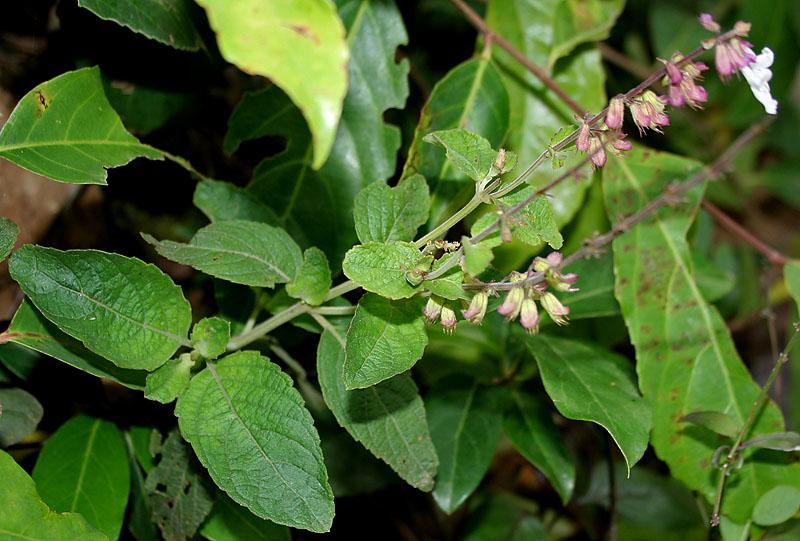
Orthosiphon thymiflorus

### Erscheinungsbild und Blätter
Die Orthosiphon-Arten wachsen als ausdauernde krautige Pflanzen oder Halbsträucher. Die Wurzeln werden oft dick und können verholzen.
Die gegenständig angeordneten Laubblätter sind gestielt oder sitzend. Die einfachen Blattspreiten sind gezähnt.

### Blütenstände, Blüten und Früchte
Zwei bis zwölf Blüten stehen in Scheinquirlen zusammen und bilden die endständigen, ährigen oder rispigen Gesamtblütenstände. Die Tragblätter sind kürzer als die Blütenstiele.
Die zwittrigen Blüten sind zygomorph und fünfzählig mit doppelter Blütenhülle. Die fünf in intensiven Farben gefärbten Kelchblätter sind mehr oder weniger breit röhrig verwachsen und bilden einen zweilippigen Kelch. Die Oberlippe wird aus vier Kelchblättern gebildet. Der Kelch vergrößert sich mit der Fruchtreife. Die fünf weißen oder rötlich bis purpurfarbenen Kronblätter sind zu einer zweilippigen Krone verwachsen. Die Oberlippe wird aus drei oder vier Kronblättern gebildet. Die Unterlippe hat einen glatten Rand und ist konkav. Es sind nur vier Staubblätter vorhanden; die zwei Paare sind unterschiedlich lang und die Staubfäden sind frei. Zwei Fruchtblätter sind zu einem oberständigen Fruchtknoten verwachsen. Der Griffel ist kugelig.
Die Klausenfrucht zerfällt in vier mehr oder weniger kugelige Klausen.

## Systematik und Verbreitung
Die Gattung Orthosiphon wurde 1830 durch George Bentham in Edwards’s Botanical Register aufgestellt. Synonyme für Orthosiphon Benth. sind: Nautochilus Bremek., Clerodendranthus Kudô.
Die Gattung Orthosiphon gehört zum Tribus Ocimeae in der Unterfamilie Nepetoideae innerhalb der Familie Lamiaceae.
Die 40 bis 45 Arten sind natürlich im tropischen Asien, vom tropischen bis ins südlichen Afrika und im nordöstlichen Australien verbreitet und eine Art kommt in Kolumbien vor.
Die Gattung Orthosiphon enthält 40 bis 45 Arten:
- Orthosiphon adenocaulis A.J.Paton & Hedge: Die Heimat ist Madagaskar.[2]
- Orthosiphon allenii (C.H.Wright) Codd: Sie ist vom südlichen Tansania über die Demokratische Republik Kongo, Malawi, Mosambik und Sambia bis Simbabwe verbreitet.[2]
- Orthosiphon americanus Harley & A.J.Paton: Sie wurde 2012 aus Kolumbien erstbeschrieben.[2]
- Orthosiphon argenteus A.J.Paton & Hedge: Die Heimat ist Madagaskar.[2]
- Orthosiphon aristatus (Blume) Miq.: Es gibt seit 2005 zwei Varietäten:[2]
  - Orthosiphon aristatus (Blume) Miq. var. aristatus (Syn.: Orthosiphon grandiflorus Bold. nom. illeg., Orthosiphon spicatus (Thunb.) Backer, Bakh. f. & Steenis nom. illeg., Orthosiphon spiralis (Lour.) Merr., Orthosiphon stamineus Benth., Orthosiphon tagawae Murata, Orthosiphon velteri Doan): Sie sind von tropischen bis ins subtropische Asien und im nördlichen Australien verbreitet.[2]
  - Orthosiphon aristatus var. velteri Suddee & A.J.Paton: Sie wurde 2005 aus Vietnam erstbeschrieben.[2]
- Orthosiphon biflorus A.J.Paton & Hedge: Die Heimat ist Madagaskar.[2]
- Orthosiphon bullosus Chiov.: Die Heimat ist Somalia.[2]
- Orthosiphon cinereus A.J.Paton: Sie wurde 2014 aus Angola erstbeschrieben.[2]
- Orthosiphon cladotrichos Gürke: Die Heimat ist Tansania.[2]
- Orthosiphon cuanzae (I.M.Johnst.) A.J.Paton: Die Heimat ist Angola.[2]
- Orthosiphon discolor A.J.Paton & Hedge: Die Heimat ist Madagaskar[2].
- Orthosiphon ellipticus A.J.Paton & Hedge: Die Heimat ist Madagaskar[2].
- Orthosiphon exilis A.J.Paton & Hedge: Die Heimat ist Madagaskar[2].
- Orthosiphon ferrugineus Balf. f.: Es ist ein Endemit auf Sokotra.[2]
- Orthosiphon fruticosus Codd: Sie kommt nur in den südafrikanischen Provinzen Limpopo und Mpumalanga vor.
- Orthosiphon glandulosus C.E.C.Fisch.: Die Heimat ist Assam und in Thailand nur Ranong.[2]
- Orthosiphon hanningtonii (Baker) A.J.Paton: Die Heimat ist Kenia und Tansania.[2]
- Orthosiphon humbertii Danguy: Die Heimat ist Madagaskar.[2]
- Orthosiphon incurvus Benth.: Das Verbreitungsgebiet reicht vom Himalaja bis Myanmar.[2]
- Orthosiphon lanatus Doan ex Suddee & A.J.Paton: Sie wurde 2005 aus Vietnam erstbeschrieben.[2]
- Orthosiphon miserabilis A.J.Paton & Hedge: Die Heimat ist Madagaskar.[2]
- Orthosiphon newtonii Briq.: Die Heimat ist Angola.[2]
- Orthosiphon nigripunctatus G.Taylor: Die Heimat ist Angola und Sambia.[2]
- Orthosiphon pallidus Royle ex Benth. (Syn.: Ocimum reflexum Ehrenb. ex Schweinf., Orthosiphon ehrenbergii Vatke, Orthosiphon reflexus (Ehrenb. ex Schweinf.) Vatke, Orthosiphon inodorus K.D.Koenig ex Hook. f., Orthosiphon incisus A.Chev., Orthosiphon macrocheilus M.R.Ashby): Das Verbreitungsgebiet reicht von Afrika bis Indien verbreitet.[2]
- Orthosiphon parishii Prain: Die Heimat ist Myanmar und Thailand.[2]
- Orthosiphon parvifolius Vatke: Das Verbreitungsgebiet reicht vom südlichen Äthiopien bis Tansania.[2]
- Orthosiphon pseudoaristatus Suddee: Sie wurde 2005 aus Thailand erstbeschrieben.[2]
- Orthosiphon robustus Hook. f.: Sie kommt nur im indischen Assam vor.[2]
- Orthosiphon rotundifolius Doan ex Suddee & A.J.Paton: Sie wurde 2005 erstbeschrieben. Sie kommt in Thailand und Vietnam vor.[2]
- Orthosiphon ruber A.J.Paton & Hedge: Die Heimat ist Madagaskar.[2]
- Orthosiphon rubicundus (D.Don) Benth.: Das Verbreitungsgebiet reicht vom Himalaja bis Indochina und Hainan.[2]
- Orthosiphon sarmentosus A.J.Paton & Hedge: Die Heimat ist Madagaskar.[2]
- Orthosiphon scapiger Benth.: Das Verbreitungsgebiet reicht vom Himalaja bis Myanmar.[2]
- Orthosiphon scedastophyllus A.J.Paton: Die Heimat ist Tansania und Mosambik.[2]
- Orthosiphon schimperi Benth.: Sie ist im tropischen und südlichen Afrika verbreitet.[2]
- Orthosiphon schliebenii A.J.Paton: Sie wurde 2009 aus dem südlichen Tansania erstbeschrieben.[2]
- Orthosiphon thymiflorus (Roth) Sleesen (Syn.: Ocimum thymiflorum Roth, Plectranthus thymiflorus (Roth) Spreng., Ocimum triste Roth, Plectranthus tristis (Roth) Spreng., Ocimum thonningii Thonn., Ocimum suffrutescens Schumach., Orthosiphon glabratus Benth., Orthosiphon viscosus Benth., Orthosiphon glabratus var. africanus Benth., Orthosiphon tomentosus var. parviflorus Benth., Orthosiphon petiolaris Miq., Plectranthus marmoritis Hance, Orthosiphon australis Vatke, Orthosiphon coloratus Vatke, Orthosiphon somalensis Vatke, Orthosiphon tomentosus var. glabratus (Benth.) Hook. f., Orthosiphon tomentosus var. rubiginosus C.B.Clarke ex Hook. f., Orthosiphon tomentosus var. viscosus (Benth.) Hook. f., Orthosiphon sinensis Hemsl., Orthosiphon heterochrous Briq., Orthosiphon iodocalyx Briq., Orthosiphon roseus Briq., Orthosiphon usambarensis Gürke, Orthosiphon calaminthoides Baker, Orthosiphon mollis Baker, Orthosiphon stuhlmannii Gürke, Orthosiphon wilmsii Gürke, Orthosiphon liebrechtsiauum Briq., Orthosiphon hildebrandtii Baker nom. illeg., Orthosiphon longipes Baker, Orthosiphon mombasicus Baker, Orthosiphon inconcinnus Briq., Orthosiphon neglectus Briq., Orthosiphon viatorum S.Moore, Orthosiphon merkeri Gürke, Orthosiphon rabaiensis S.Moore, Orthosiphon rabaiensis var. parvifolia S.Moore, Orthosiphon buryi S.Moore, Orthosiphon silvicola Gürke, Plectranthus bolusii T.Cooke, Orthosiphon marmoritis (Hance) Dunn, Orthosiphon chevalieri Briq., Orthosiphon tenuifrons Briq., Orthosiphon glabratus var. parviflorus (Benth.) Gamble, Orthosiphon thymiflorus var. viscosus (Benth.) Sleesen, Orthosiphon suffrutescens (Schumach.) J.K.Morton): Diese Art wird in der Literatur meist unter einem ihrer vielen Synonymen geführt. Sie ist von Afrika bis ins tropische Asien verbreitet.[2]
- Orthosiphon truncatus Doan ex Suddee & A.J.Paton: Sie wurde 2005 erstbeschrieben. Sie wurde 1877 zuletzt im südlichen Vietnam gefunden; sie ist vermutlich ausgestorben.[2]
- Orthosiphon vernalis Codd: Es ist ein Endemit in Eswatini.[2]
- Orthosiphon violaceus Briq.: Dieser Endemit kommt in Angola nur in Huila vor.[2]
- Orthosiphon wattii Prain: Sie kommt nur im indischen Assam vor.[2]
- Orthosiphon wulfenioides (Diels) Hand.-Mazz.: Es gibt zwei Varietäten:[2]
  - Orthosiphon wulfenioides var. foliosus E.Peter: Sie gedeiht in lichten Wäldern und auf Hügeln in Höhenlagen von 800 bis 2300 Metern in den chinesischen Provinzen Guangxi, Guizhou, Sichuan sowie Yunnan.[1]
  - Orthosiphon wulfenioides (Diels) Hand.-Mazz. var. wulfenioides: Sie gedeiht in Kiefernwäldern und auf Grashügeln in Höhenlagen von 1200 bis 2900 Metern in den chinesischen Provinzen Guizhou, Sichuan sowie Yunnan.[1]

## Nutzung
Einige Arten der Gattung Orthosiphon zählen in der Phytotherapie zu den Aquaretika und finden in harntreibenden Tees Verwendung. Die Inhaltsstoffe sind lipophile Flavone, ätherisches Öl und etwa 3 % Kaliumsalze. Die Eigenschaften sind spasmolytischer, antiphlogistischer und mild aquaretischer Natur.